# Prosjek (Federacja Bośni i Hercegowiny)
Prosjek – wieś w Bośni i Hercegowinie, w Federacji Bośni i Hercegowiny, w kantonie hercegowińsko-neretwiańskim, w gminie Ravno. W 2013 roku pozostawała niezamieszkana.